# Malchaz Asatiani
Malkhaz Asatiani (Georgisch: მალხაზ ასათიანი) (Koetaisi, 4 augustus 1981) is een voetballer uit Georgië, die sinds 2003 onder contract staat bij het Russische Lokomotiv Moskou. Hij speelt als verdediger en middenvelder. Asatiani speelde ook voor Torpedo Koetaisi en (op huurbasis) voor Dynamo Kiev.

## Interlandcarrière
Asatiani speelde sinds 2001 in totaal 43 officiële interlands (vier doelpunten) voor het Georgisch voetbalelftal. Hij maakte zijn debuut voor de nationale ploeg op 24 april 2001 in de vriendschappelijke interland tegen Israël, die met 3-2 werd gewonnen. Hij trad in die wedstrijd na 68 minuten aan als vervanger van Georgi Gakhokidze.
| Interlanddoelpunten | Interlanddoelpunten | Interlanddoelpunten | Interlanddoelpunten | Interlanddoelpunten | Interlanddoelpunten | Interlanddoelpunten |
| #                   | Datum               | Locatie             | Tegenstander        | Goal(s)             | Uitslag             | Wedstrijd           |
| ------------------- | ------------------- | ------------------- | ------------------- | ------------------- | ------------------- | ------------------- |
| 1                   | 30/04/2003          | Tbilisi, Georgië    | Rusland             | 12'                 | 1–0                 | EK-kwalificatie     |
| 2                   | 04/09/2004          | Trabzon, Turkije    | Turkije             | 84'                 | 1–1                 | WK-kwalificatie     |
| 3                   | 17/11/2004          | Tbilisi, Georgië    | Denemarken          | 76'                 | 2–2                 | WK-kwalificatie     |
| 4                   | 26/03/2005          | Tbilisi, Georgië    | Griekenland         | 22'                 | 1–3                 | WK-kwalificatie     |

## Erelijst
Torpedo Koetaisi
- Georgisch landskampioen

2000, 2001, 2002
- Georgisch bekerwinnaar

2001
 Lokomotiv Moskou
- Russisch landskampioen

2004
- Russisch bekerwinnaar

2007
- Russische Supercup

2003, 2005
 Dynamo Kiev
- Oekraïens landskampioen

2009